# Breo-Clique 1896

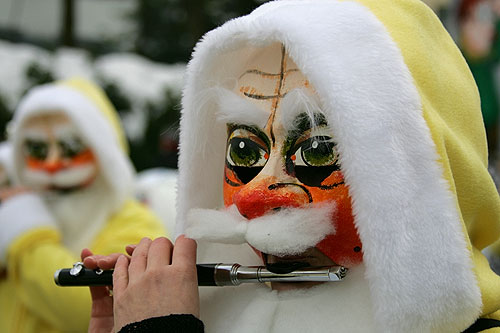
Pfeiferin der Breo während der Fasnacht 2006

Die Breo-Clique 1896 ist die zweitälteste noch existierende Fasnachtsclique in Basel.
Die Fasnachtsclique besteht aus Tambouren, Tambourmajor, Pfeifern und einem Vortrab, welche zusammen an der Basler Fasnacht teilnehmen. Die Clique spielt an diesen drei Tagen, verkleidet in fantasievollen Kostümen und Larven (Masken) auf ihren Trommeln und Piccolos traditionelle Fasnachtsmärsche. Der Vortrab sorgt einerseits für genügend Platz auf der Marschroute und präsentiert die kunstvoll bemalten Laternen.

## Geschichte

### Gründung
Das exakte Gründungsdatum der Breo-Clique ist nicht überliefert. Bekannt ist, dass die Clique im Jahr 1896 von Hans Fischer und Fritz Kleis, zwei befreundeten Turnern vom Turnverein Amicitia unter dem Namen „Breo“ gegründet wurde. Amicitia wiederum war der 1894 gegründete Turnverein der Studentenverbindung der Zofinger. Im Gründungsjahr hatte die Breo erst wenige Mitglieder. Man sprach von einem „Buebezygli“. Bereits zwei Jahre später waren 46 Fasnächtler in der Breo. Mündlichen Überlieferungen zufolge kam ein Grossteil der neuen Mitglieder aus der aufgelösten „Löwenfels-Clique“.
Die Gründer Hans Fischer und Fritz Kleis trafen sich regelmässig mit ihren Turnerfreunden in der Beiz der Frau Brändlin. Sie war die Wirtin des Restaurants „zum Löwenfels“ in der Steinenvorstadt im Grossbasel. An dieser Stelle steht heute das Kino Capitol. Zur Gründungszeit was es beliebt, Begriffe und Namen abzukürzen und auf die Endsilbe „-eo“ zusammenzuziehen. So wandelte sich Frau Brändlins Name von „Br-ändlin“ zu „Br-eo“. In den laufenden Jahren variierte der Name leicht: „Breo-Central-Clique“ (1900), „Breo-Clique T.V.A“ (1901, T.V.A: Abkürzung für Turnverein Amicitia), danach „Breo-Clique“ und spätestens ab 1986 „Breo-Clique 1896“.

### Abspaltung und Untergruppen
Im Jahr 1948 wurde die „Junge Garde“ der Breo gegründet, damals noch unter dem Namen «Breo-Setzlig». Diese Gruppe bestand vorerst aus sechs Jung-Tambouren. Erst 1956 wurde der Name „Junge Garde“ verwendet. Am 11. November 1960 wurde mit der Verabschiedung eines Reglements der Pfeiferinnen-Gruppe der Grundstein für die Breo-Jüntli gelegt, die bereits an der Fasnacht 1961 mit einem eigenen Zug teilnehmen konnten. Aufgrund interner Unstimmigkeiten verliess im Jahr 1964 etwa die Hälfte der Tambouren und Pfeifer die Breo und gründete eine neue Clique unter dem Namen „Harlekin“.
1974 wurden für die jüngsten Fasnächtler (bis etwa zwölf Jahre) der Clique die „Breo-Ableeger“ gegründet. Als bisher letzte Gruppe wurde im Jahr 1987 die „Alte Garde“ gegründet, welche Fasnächtlern des Stammvereins und der Jüntli ab dem vierzigsten Lebensjahr die Mitgliedschaft gewährt.
1997, ein Jahr nach dem 100-Jahr-Jubiläum, erlaubte der bisher reine Männer-Stammverein erstmals die Mitgliedschaft von Frauen. Viele der ehemaligen Jüntli wechselten daraufhin umgehend in den Stammverein, doch ein Teil der Jüntli überlebte und feierte 2010 ihr 50-jähriges Bestehen. Die Öffnung entstand einerseits durch den internen Druck der jüngeren Mitglieder beider Geschlechts, welche jahrelang in der Jungen Garde zusammen Fasnacht gemacht hatten, andererseits durch die immer grösser werdenden Probleme genügend neue Mitglieder zu gewinnen.

### Breo-Keller
Am 15. November 1975 konnte an der Bäumleingasse 13 der Breo-Keller eingeweiht werden. Das Cliquen-Lokal entstand in einem alten Kohlenkeller und wird bis heute bei diversen Anlässen genutzt. Während der Fasnacht ist der Keller für die Öffentlichkeit geöffnet und dient als Fasnachts-Beiz (Kneipe).

## Vereinsaktivitäten

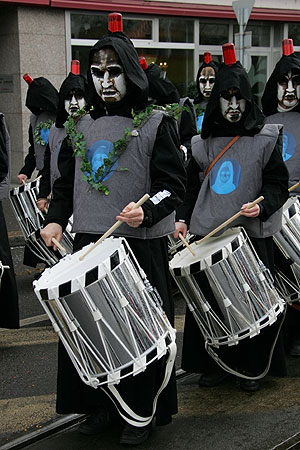
Tambouren der Breo während der Fasnacht 2005

Zweck der Fasnachtsclique als Verein ist das gemeinsame Musizieren mit Trommeln und Piccolo während der Basler Fasnacht sowie das regelmässige Üben für die Fasnacht und mit der Fasnacht zusammenhängenden Anlässen. Mit je 15 Tambouren, 15 Pfeiffern und 15 Vorträblern zählt sie zu den sogenannten Stammvereinen. Kleinere Gruppierungen werden „Tambouren- & Pfeiffergruppe“ genannt. Der Status des „Stammvereins“ wird vom Organisator der Basler Fasnacht, dem Fasnachts-Comitée verliehen. 
Weiterhin gibt es die Nachwuchsgruppen Breo-Ableeger für die jüngsten Fasnächler von 8 bis 11 Jahren und die Junge Garde (12 bis 17 Jahre). Ausserdem existieren die Jüntli als reine Pfeifferinnengruppe und der Alten Garde für Mitglieder ab 40 Jahren.